# Санта-Мария-Доменика-Мадзарелло (титулярная церковь)
Титулярная церковь Санта-Мария-Доменика-Мадзарелло (лат. Titulum Sanctae Mariae Dominicae Mazzarello) — титулярная церковь была создана Папой Иоанном Павлом II в 2001 году. Титул принадлежит церкви Санта-Мария-Доменика-Мадзарелло, расположенной в квартале Рима Дон Боско, на пьяцца Сальваторе Гальгано.

## Список кардиналов-священников титулярной церкви Санта-Мария-Доменика-Мадзарелло
- Антонио Игнасио Веласко Гарсия, S.D.B. — (21 февраля 2001 — 6 июля 2003, до смерти);
- Джордж Пелл — (21 октября 2003 — 10 января 2023, до смерти);
- Стивен Бризлин — (30 сентября 2023 — по настоящее время).